# 平城苑
株式会社平城苑（へいじょうえん、英: HEIJOEN co.,ltd.）は、高級焼き肉チェーンの「平城苑」を運営する企業。
東京都、千葉県、埼玉県、神奈川県、茨城県に、直営店舗34店舗（2023年2月現在）、その内訳は焼き肉専門店「平城苑」が27店舗、東京焼肉「一頭や」1店舗、肉屋横丁2店舗、Wagyu Burger1店舗、和牛特区1店舗、BLT STEAK2店舗を運営している。
FC店として東京都に2店舗、大阪府、富山県に各1店舗、海外はシンガポールに2店舗の焼き肉平城苑が存在する。

## 沿革
- 1970年12月

焼肉店の大型化を目的として東京都足立区竹の塚に平城苑本店を開店
- 1978年08月

東京都足立区綾瀬五丁目に本社ビルを建設し事業本部開設
- 1978年08月

東京都足立区綾瀬に本店を移転「平城苑 綾瀬本店」開店
- 1988年04月

東京都足立区綾瀬六丁目に平城苑事業本部移転
- 2011年08月

東京都足立区綾瀬四丁目に平城苑事業本部移転
- 2018年08月

東京都中央区銀座五丁目に「東京焼肉 平城苑 銀座5丁目店」移転開店
- 2019年02月

高級ステーキレストランBLT STEAK事業開始
- 2019年09月

東京都中央区日本橋に「東京焼肉 一頭や コレド室町テラス店」開店
- 2020年03月

東京都足立区綾瀬三丁目に平城苑事業本部移転
- 2020年07月

東京都墨田区錦糸町に「東京焼肉 平城苑 錦糸町駅前プラザ店」開店
- 2020年11月

東京都千代田区外神田に「和牛放題の殿堂 秋葉原 肉屋横丁」開店
- 2021年04月

東京都中央区日本橋室町に「Wagyu Burger コレド室町テラス店」開店
- 2021年07月

「東京焼肉 平城苑 浅草総本店」新装開店
- 2021年09月

「焼肉 平城苑 大泉学園店」新装開店
- 2021年12月

東京都渋谷区宇田川町に「和牛放題の殿堂 宇田川町 肉屋横丁」開店
- 2022年04月

千葉県千葉市美浜区に「焼肉 平城苑 幕張店」開店
- 2022年12月

東京都江戸川区に「焼肉 平城苑 江戸川店」新装開店
- 2023年01月

東京都大田区に「東京焼肉 平城苑 羽田エアポートガーデン店」開店
- 2023年04月

東京都新宿区に「BEEF DINING 和牛特区 東急歌舞伎町タワー店」開店